# Chùa Kim Đài

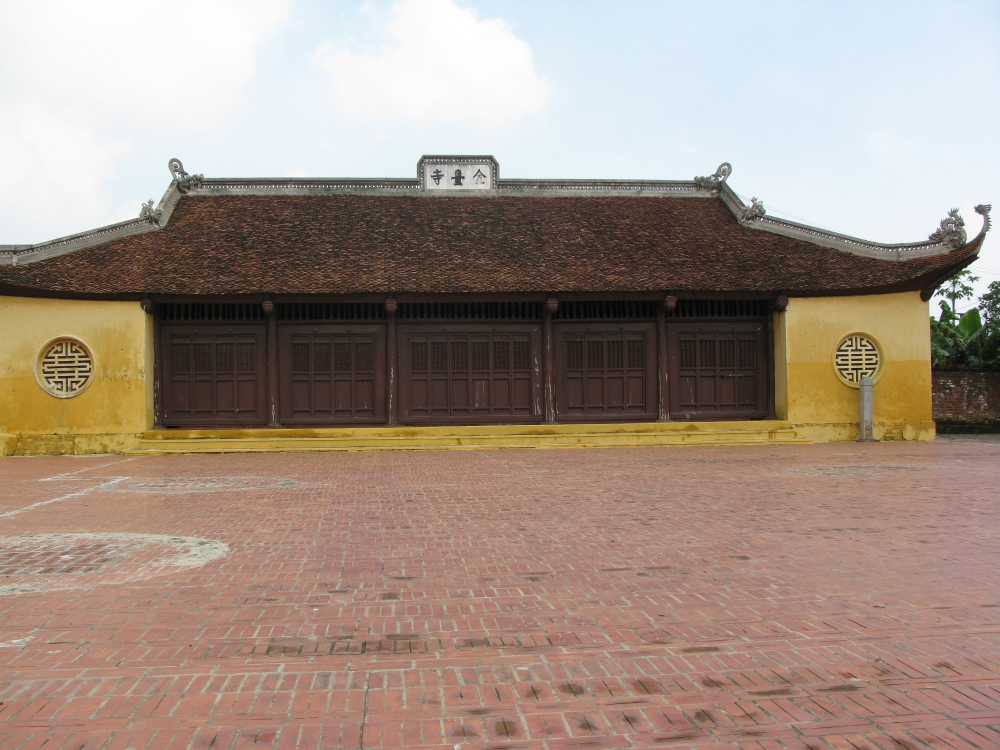
Điện tam bảo chùa Kim Đài

Chùa Kim Đài (còn gọi là chùa Đài, chùa Quỳnh Lâm (Quỳnh Lâm tự), chùa Lục Tổ) là một ngôi chùa tại xóm Xuân Đài, phường Đình Bảng, thành phố Từ Sơn, tỉnh Bắc Ninh. Tương truyền, Lý Công Uẩn, người sáng lập triều Lý Việt Nam, lúc nhỏ từng là một chú tiểu tại chùa này.

## Lịch sử
Chùa được xây từ thế kỉ 8. Đến thế kỉ 9, thiền sư Định Không mở rộng chùa, đặt tên chùa là Quỳnh Lâm tự, cho tạc khánh bằng đá. Thời nhà Lý, đây là một trong những ngôi chùa to và đẹp nhất, là nơi thờ cúng Phật của các quý tộc nhà Lý. Khánh đá chùa Quỳnh Lâm nổi tiếng là to. Sang thời Trần, chùa không còn được quan tâm nên xuống cấp dần.
Thời nhà Minh xâm lược Việt Nam (1407-1427), chùa bị tàn phá nghiêm trọng. Mãi cho tới thời Lê Mạt, năm thứ 22 niên hiệu Chính Hòa (tức năm 1701), quận chúa Nguyễn Thị Ngọc Long là vợ chúa Trịnh Căn mới cho xây lại chùa khang trang như ngày nay. Nhân lúc đó chùa có 6 pho tượng lục tổ (6 vị trụ trì đầu tiên của chùa), nên đổi tên thành chùa Lục Tổ. Thời Nguyễn, chùa bị thu nhỏ lại. Năm 1952, quân Pháp đã đốt trụi tòa tam bảo và nhà khách của chùa. Ngày nay, chùa là nơi tu hành của các ni.

## Kiến trúc

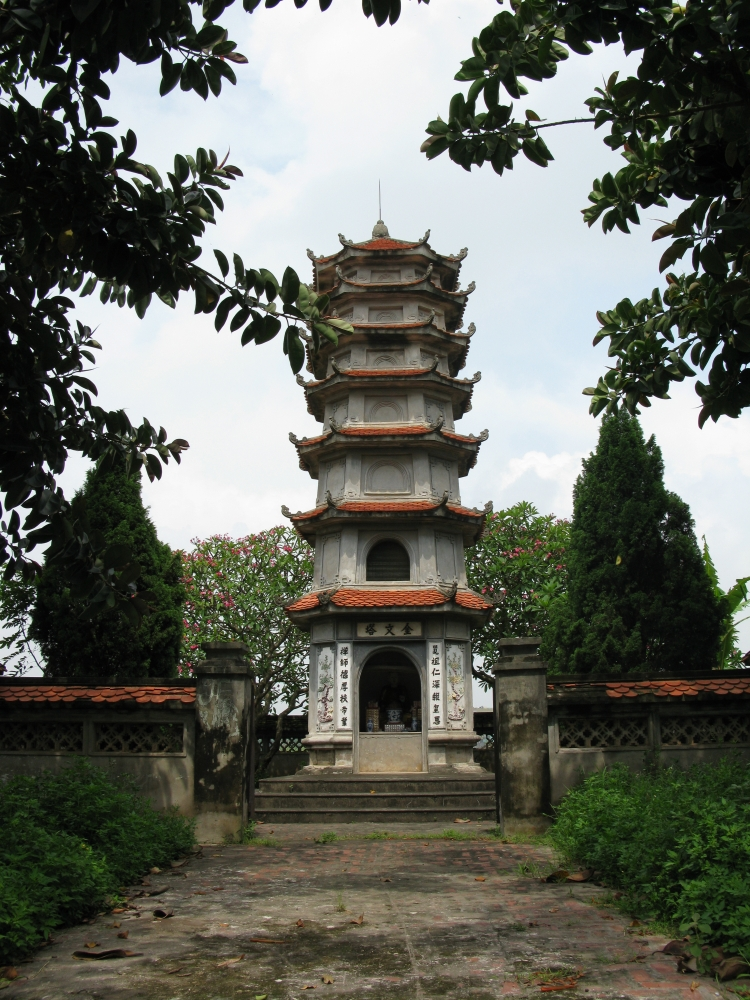
Tháp mộ Lý Khánh Văn ở chùa Kim Đài

Trong chùa có điện Tam Bảo, nhà thờ tổ, nhà thờ mẫu, hậu cung. Trong nhà thờ tổ có tượng các vị tổ của chùa, điện thờ bà Nguyễn Thị Ngọc Long. Điện tam bảo là nơi thờ Tam Thế, Thích Ca, Di Lặc, A-di-đà, Thập Điện Diêm Vương. Chùa còn thờ cả thiền sư Lý Khánh Văn và bà Phạm thị, mẹ của Lý Công Uẩn. Tháp mộ Lý Khánh Văn mới được phục dựng vào năm 2000.
Chùa rộng chừng 2 mẫu, có ao, có vườn cây, ruộng cấy lúa. Tuy nhiên, các ruộng và ao đã bị chính quyền xã thu hồi. Không gian của chùa cũng bị các nhà dân cao tầng xung quanh lấn át. Tháp mộ Lý Khánh Văn đáng lẽ trong khuôn viên của chùa, nay thành ra ở ngoài chùa.
Thời tiền khởi nghĩa, chùa là một cơ sở cách mạng của những nhà cách mạng Cộng sản Việt Nam. Thời Chiến tranh Đông Dương, đây là một cơ sở qua lại bí mật của lực lượng du kích, bộ đội địa phương.